# Harpactirella treleaveni
Harpactirella treleaveni là một loài nhện trong họ Theraphosidae.
Loài này thuộc chi Harpactirella. Harpactirella treleaveni được William Frederick Purcell miêu tả năm 1902.